# Геть від Москви!
«Геть від Москви!» — українське гасло, вперше сформульоване у ході літературної дискусії 1925—1928 років. Авторство гасла часто помилково приписують Миколі Хвильовому. Заклик набув нової популярності під час російсько-української війни.

## Поява гасла

### Історичний контекст
У 1925 році розпочалася літературна дискусія — публічне обговорення шляхів розвитку, ідейно-естетичної спрямованості та завдань нової української радянської літератури, місця і ролі письменника в суспільстві. Центральним питанням було: бути чи не бути українській літературі як самобутньому мистецькому явищу в контексті світового духовного розвитку.
У ході дискусії, яка тривала 3 роки, було опубліковано понад 1000 статей. Найбільш резонансними були памфлети Миколи Хвильового «Апологети писаризму», «Україна чи Малоросія», «Думки проти течії», Миколи Зерова «До джерел».
Дискусія мала також політичний аспект — літературну критику використовували для звинувачення опонентів в ідеологічних ухилах.

### Перший вжиток та питання авторства
Попри те, що в літературній дискусії Микола Хвильовий послідовно виступав за інтеграцію української літератури у європейську та відхід від російської, самого гасла «Геть від Москви!» у його памфлетах немає. Неможливо точно визначити, хто саме сформулював гасло у його теперішньому вигляді, однак у такій формі воно поширилося між березнем і червнем 1926 року. За визначенням літературознавця Володимира Панченка, «Слова „Геть від Москви!“ — це „переклад“ думки Хвильового мовою гасел». Свою думку Хвильовий, зокрема, пояснював так:
[Не тому що] цю літературу не любимо, а тому, що ми органічно не можемо на ній виховуватись […] Річ у тім, що російська література тяжить над нами в віках, як господар становища, який привчав нашу психіку до рабського наслідування.
У парі з гаслом «Геть від Москви!» звучало гасло «Дайош Європу!», теж приписуване Миколі Хвильовому. Друге гасло простежують до цього вислову Хвильового:
Досить «фільствувати» — «дайош» свій власний розум! Коли ми беремо курс на західноєвропейське письменство, то не з метою притягти своє мистецтво до якогось нового заднього воза, а з метою освіжити його від задушливої атмосфери позадництва. В Європу ми поїдемо учитись, але з затаєнною думкою — за кілька років горіти надзвичайним світлом.

## Під час російсько-української війни

### Вибори Президента України 2019
Гасло «Геть від Москви!» використовував у передвиборчій кампанії Петро Порошенко. Зокрема, ознаками руху «від Москви» та «до Європи» він визначав угоду про асоціацію з ЄС, томос про автокефалію ПЦУ, сильну українську армію та відмову від російського газу, закріплення курсу на ЄС і НАТО в Конституції.
Актуальність гасла майже через 100 років після його появи охарактеризував Сергій Жадан:
Виявилось, що історія зробила дивовижний фінт, і переважна більшість вихідних позицій наших літературних (і не лише) дискусій за останні сто років мало змінилась. Українці так само прагнуть відірватись від колишньої (ну, принаймні, формально колишньої) метрополії, вбачаючи єдину альтернативу в орієнтації на Європу.
Влітку 2021 року — після двох років каденції Володимира Зеленського — російська пропаганда почала жалітися, що він теж «стає бандерівцем» і дотримується принципу «геть від Москви!». Зокрема, російський політолог і українофоб Владімір Корнілов відзначив, що «практично всі президенти України приходили на гаслах „не чіпаємо російську мову“, але коли опинилися у президентському кріслі, моментально пішла ідеологічна лінія радикальних українських націоналістів, сформована у 30-ті роки — геть від Москви!»

### Повномасштабне вторгнення 2022
Напередодні повномасштабного вторгнення росії в Україну Порошенко знову використав гасло, закликаючи до національної єдності.
З початком повномасштабної війни гасло «Геть від Москви!» значно поширилося у медійному просторі: його використовують у дискусіях про колаборантів, дерусифікацію бібліотек, деколонізацію топоніміки тощо.
Історик Роман Лехнюк звернув увагу на необхідність втілювати не тільки гасло «Геть від Москви!», але й гасло «Дайош Європу»: присвячувати більше уваги культурам центрально-європейських країн, зокрема, Польщі, Чехії, Словаччини та Угорщини.

## Використання в інших контекстах
Аналітичний центр ADASTRA охарактеризував стратегічну культуру Хорватії як «Геть від Балкан! Дайош Європу!»